# Marmopteryx watsoni
Marmopteryx watsoni är en fjärilsart som beskrevs av Alexandre Henri Gabriel de Cassini 1920. Marmopteryx watsoni ingår i släktet Marmopteryx och familjen mätare. Inga underarter finns listade i Catalogue of Life.